# 완양부대부인
완양부대부인(完陽府大夫人, 1804년 2월 19일 - 1840년 2월 19일)는 조선 후기의 왕족, 평민으로, 사도세자(장헌세자)의 서자 은언군의 다섯째 서자인 전계대원군 이광의 본부인이다. 남편 이광은 은언군 사건과 상계군 추대 사건, 상산군부인 송씨와 상계군부인 신씨의 사건에 연좌된데다가 은언군의 서자라서 작위와 품계를 받지 못했고, 최씨 역시 외명부 직첩을 받지 못했다.
사후 남편 이광의 서자 원범이 순원왕후의 명으로 순조의 양자 자격으로 즉위하면서, 완양부부인의 작호가 내려지고 부대부인으로 추상되었다.

## 생애
1804년(순조 4) 2월 19일 한성부 동부 연지동(蓮池洞)에서 학생 최수창과 그의 부인 가선대부 이봉의의 딸 광주이씨 사이에서 태어났다. 본관은 전주 최씨이며, 고려시대에 상장군을 지낸 최순작(崔純爵)의 후손으로, 고려말과 조선 초기의 문신으로 개국원종공신 좌참찬을 지낸 평도공(平度公) 죽정 최유경(竹亭 崔有慶)이 그녀의 직계 조상이었다. 그러나 그의 집안은 몰락해서 벼슬이 없었고, 친정아버지 최수창의 증 의정부영의정의 직책은 사후 남편 이광의 서자 원범이 즉위한 뒤에 추증된 벼슬이었다. 친정어머니 광주이씨는 가선대부를 지낸 이봉의(李鳳儀)의 딸이다.
김좌근이 쓴 묘비명에 의하면 유년시절 친정부모가 병이 들자 음식도 마다하고 손수 친정부모의 병수발을 들었다 하며, 은언군의 서자 이광과 결혼하였지만 집안은 가난했다. 그러나 그는 어려운 가정형편에도 늘 평안히 여겼다 한다.
전계대원군 이광의 본부인으로 그가 죽은 뒤에 이씨, 염씨와 재혼한 것으로 알려졌으나 후일 두 첩실과 같이 생활한 것이 알려졌다. 남편의 첩 이씨와 염씨는 그의 생전에 들어왔으며 후일 철종실록의 철종 행장에 완양, 용성 두 부인을 모두 섬겼다는 내용이 1970년대에 알려지게 되었다. 남편 이광은 은언군 사건과 상계군 추대 사건, 상산군부인 송씨와 상계군부인 신씨의 사건에 연좌된데다가 은언군의 서자라서 작위와 품계를 받지 못했고, 최씨 역시 내명부 직첩을 받지 못했다. 1830년 순조의 특명으로 은언군 가문의 사람들을 석방할 때 남편 이광과 함께 도성에 들어와 살 수 있게 되었다.
아들 1명이 유일한 소생이며, 아들 이원경은 1844년(헌종 10) 9월 민진용(閔晉鏞), 이원덕 등이 그를 추대하려던 민진용의 옥사로 자녀 없이 사망했고, 남편의 첩 이씨의 아들인 서자 영평군 이욱을 성서탈적으로 승적시켜서 전계대원군 가문의 제사를 받들게 하였다. 이때 그녀의 친정 오라비가 되는 최영희(崔英熙) 등도 민진용 등에 연루되어 처벌받았다. 1840년(헌종 6) 2월 19일 한성부 경행방 전계대원군 사저에서 사망하였다. 

### 사후
처음 경기도 양주군 하도면 중흥동(重興洞) 병좌(丙坐)에 안장되었고, 후에 전계대원군 묘를 여러번 이장했다가, 1856년(철종 7년) 3월 26일 경기도 포천군 주내면 선단4리(현 포천시 선단동 선단4통)로 이장할 때, 그녀의 묘소도 이장되어 전계대원군의 묘소 오른쪽에 합장되었다. 묘비문은 1851년(철종 2) 당시 공조판서 겸 규장각제학 김좌근(金左根)이 짓고, 글씨는 흥인군 이최응이 썼으나 후에 실전되었다. 남편 전계대원군과 합장된 뒤 전계대원군의 비석 왼쪽에 완양부대부인 부우 라고 기록되었다.
그녀와 전계대원군이 합장된 선단동 산11-13번지 해룡산 임좌 동쪽 100m 지점에 그녀의 아들 이원경의 묘소가 있다.

## 가족 관계
- 할아버지 : 최종형(崔悰亨)
- 친정아버지 : 최수창(崔秀昌, ? - ?)
- 친정어머니 : 광주이씨(廣州李氏, ? - ?), 가선대부 이봉의(李鳳儀)의 딸
  - 친정오라비 : 최영희(崔英熙. ? - 1844년 9월)

- 남편 : 전계대원군 이광(全溪大院君 李㼅, 1785년 4월 29일(음력 3월 21일) ~ 1841년 12월 14일(음력 11월 2일)
  - 아들 : 회평군 명(懷平君 明, 다른 이름은 원경(元慶), 1827년 9월 11일 - 1844년 9월 6일)
  - 며느리 : 이름 미상, 실전
  - 아들 (양자) : 영평군 경응(永平君 景應, 1828년 7월 20일 ~ 1902년 2월 1일/1901년 음력 12월 23일, 남편 이광의 서자로 승적

- 외할아버지 : 이봉의(李鳳儀)

## 같이 보기
- 전계대원군
- 용성부대부인
- 전산군부인
- 철종
- 최유경
- 최순작